# ژبوک
شهر ژبوک (به فرانسوی: Jabbeke) در شهرستان بروژ در استان فلاندری غربی در منطقه فلاندری در کشور بلژیک واقع شده‌است.